# Willax Televisión
Willax Televisión (del quechua willaq [ˈwɪʎaχ] ‘el que dice, informante, dato’) es un canal de televisión abierta peruano de tendencia conservadora, propiedad de Erasmo Wong Lu-Vega. Fue lanzado al aire por primera vez en internet en 2010, y a fines de ese año fue lanzado como canal de televisión.
En sus inicios, su programación era exclusivamente de noticias, pero con el tiempo se volvió generalista al diversificar su programación con películas de varios géneros, series infantiles y animes, magacines, programas de farándula y la emisión de doramas, aunque también mantuvo bloques de actualidad y programas políticos. Desde su adquisición por la Corporación EW, propiedad de los hermanos Wong Lu Vega, el canal ganó popularidad por sus segmentos de contenido político de derechas ligado al conservadurismo.
Aunque los presentadores del canal mantuvieron cierta libertad con el cambio de dueño, desde 2020, la postura editorial de la emisora se volvió más radical con la entrada de nuevos periodistas y personalidades de tendencia conservadora a los bloques de política del canal. El contenido de sus espacios políticos generó varias polémicas, en especial por la provocación mediante calificativos denigrantes contra políticos, opositores, activistas, manifestantes o cualquier adversario del canal en general.
Willax ha sido acusado por académicos, políticos y periodistas de promover la desinformación, la conspiranoia en sus programas de opinión y también de engañar a su audiencia sobre ciencia, en particular sobre la pandemia de COVID-19. También se han comparado sus programas informativos con Fox News, el canal de noticias estadounidense de Rupert Murdoch. Algunas de estas desinformaciones han tenido repercusiones a nivel internacional.
En cuando a la crisis política en 2021, Willax ha compartido las falsas afirmaciones de Keiko Fujimori sobre unas elecciones robadas, incluido el movimiento de negación de las elecciones en Perú, a pesar de la falta de pruebas sustanciales que respalden estas acusaciones. Posteriormente, el canal intensificó los enfrentamientos con el partido político Perú Libre desde su llegada al gobierno ese año. Los periodistas atacaron al partido y a sus posturas políticas,  actos que fueron objeto de represalias legales por parte del entonces presidente Pedro Castillo. Además, la CIDH incluyó a Willax en su informe sobre la convulsión social por su rol en la misma.
Como consecuencia, grupos de ultraderecha, en particular, La Resistencia, han mantenido vínculos con el medio de comunicación, debido a su afinidad ideológica. Asimismo, el Instituto de Defensa Legal (IDL) ha denunciado un complot para silenciar a periodistas independientes por parte de dicho medio. Los periodistas fueron atacados por los presentadores del canal sin presentar ninguna evidencia de sus acusaciones.

## Historia
En 1998, la periodista Cecilia Valenzuela funda la empresa Imediaperu, una empresa especializada en investigaciones periodísticas que eran originalmente publicadas en internet y después distribuida en medios masivos. Más adelante, cambia de nombre a AgenciaPerú y produce los programas dominicales Entrelíneas para el canal de televisión de pago Canal N y La ventana indiscreta por la cadena de televisión abierta Frecuencia Latina. Estos programas denunciaron casos de corrupción durante los gobiernos de Alberto Fujimori, Alejandro Toledo y Alan García.
En 2006, Guillermo Hume, exdirector de Canal N y del programa dominical Cuarto Poder de la cadena de televisión abierta América Televisión, se incorporó a AgenciaPerú como productor general. Además, la empresa comienza a producir el programa Dos dedos de frente con Augusto Álvarez Rodrich y Juan Carlos Tafur como conductores. Dos años después, en 2008, AgenciaPerú cambia de rumbo y decide lanzar su propio medio por internet. Además, se forma una sociedad de 16 accionistas con igual número de acciones que le dan todo el control del medio a Hume.
A inicios de 2010, se funda Willax, un canal de televisión de noticias por internet que operaba en los antiguos estudios Monitor. A fines de septiembre de 2010, empieza a ser distribuido en Claro TV (en ese entonces Telmex TV) dentro del dial 8 de su servicio de cable digital. El 1 de octubre del 2010, entra en la oferta de Movistar TV (en ese entonces Cable Mágico) por el canal 66 de su servicio de cable analógico (después de unos meses, es trasladado al canal 36). En 2011, Willax anunció su asociación con TV Perú durante las elecciones de ese año para estrenar su programa de entrevistas Mira quien habla. También se asoció con el canal trujillano Sol TV para emitir algunos de sus noticieros en su señal.
En 2014, Willax se trasladó al canal 18 en el servicio de cable analógico de Movistar TV. En noviembre de 2015 Corporación EW adquiere Willax Televisión y cambia el enfoque del canal; su programación pasa de ser de un canal de noticias a uno generalista, aunque manteniendo su programación de noticias y actualidad. También cambió su sede de operaciones en el centro comercial Plaza Norte. En 2016, Willax pasa de ser un canal de televisión por suscripción a ser uno de televisión abierta en la TDT de Lima dentro del canal virtual 12.1. El 4 de agosto de 2017 el canal cambió de numeración pasando del 12.1 al 1.1 en la TDT.
En 2021, corporación EW (Eduardo, Edgardo, Efraín, Eric y Erasmo Wong Lu Vega) se disuelve, con la intención de que cada uno de sus miembros realicen actividades empresariales por separado y no por intermedio de la corporación, con lo cual Erasmo se queda con gran parte de las empresas del grupo, incluido Willax Televisión; es decir, se convierte en dueño absoluto del canal.
En 2022 el canal adquirió con anticipación el partido Carlos Stein contra Universitario, volviéndose uno de los pocos partidos emitidos fuera del canal que posee los derechos de la Liga 1, GolTV, y el primero en contar a una mujer camarógrafa en este torneo.
En mayo de 2023 el gerente de Willax, Alberto Moreno Shimabukuro, firmó una alianza con la cadena estadounidense Telemundo.

## Programación
Su programación está centrada en noticias, política y miscelánea. Desde 2015, Willax cambia de programación y pasó a emitir compuestas por programas de farándula, novelas turcas, espacios de noticias y política.
En 2017, los doramas se incorporan a la programación del canal, después de haber comprado los derechos de estas a Panamericana Televisión. En 2018, Willax comienza a emitir animes en un bloque estelar llamado Hora Ánime, que posteriormente fue trasladado a los sábados, que incluyó la emisión de películas icónicas como Akira. Un año después, el canal lanza el bloque de programación Butaca Vip centrado en películas. A este se le añadió Butaca Extreme, bloque de películas de terror, y Cine Willax, dedicado a las películas antiguas. Ese mismo año lanzan dos programas musicales, uno enfocado al K-pop llamado El especial del K-pop/music core y el otro enfocado a la salsa llamado Los especiales con Farik Grippa.
En 2020, Willax aumentó el número de producciones originales del canal, en especial programas de opinión política con horario estelar de 8:00 p.m. a medianoche. En abril, el canal comenzó a retransmitir a TV Perú con el programa Aprendo en casa en las mañanas y tardes por el subcanal virtual 1.2 en la TDT, debido a la cuarentena por COVID-19. También ese mismo año, se lanza el programa de farándula y chismes Amor y fuego con Rodrigo González y Gigi Mitre.
Para 2021, su programación estelar nocturna estaba compuesta por el informativo Willax Noticias y el deportivo Willax Deportes con Eddie Fleischman; así como por sus propios programas presentados por Milagros Leiva, Beto Ortiz y Phillip Butters, cuya temática era política y cubrió a la crisis política de ese año. En 2024, Ortiz y Butters dejaron el canal por motivos editoriales y el antiguo programa PBO en Willax, que presentaba Butters, fue reemplazado por Al Día con Willax, conducido por los periodistas Alvina Ruiz, Perla Berrios y Omar Ruiz de Somocurcio, mientras que su programa nocturno Combutters fue remplazado por Crónicas de Impacto conducido por Andrea Arana y Valeria Flórez.
En junio de 2025, tras 14 años el programa Rey con Barba sale del aire, además ingresa a la programación la telenovela turca ¿Qué culpa tiene Fatmagul?, ¡Habla Chino! conducido por Aldo Miyashiro, quien salió de America Televisión en reemplazo de Crónicas de Impacto, el informativo del fin de semana Hechos en Willax ingresa a la programación de los lunes a viernes como magazine  a las 11:25 a.m. en reemplazo de Willax Mediodía, mientras que en los dias sábados y domingos el informativo sigue mantieniendo el formato de una recopilación de lo mejor de la programación de Willax durante la semana, el dominical Contra Corriente pasa a la programación de los lunes a viernes. 

### Programas informativos y postura editorial
La programación de segmentos de temática política en Willax se caracteriza por tener una postura editorial conservadora y libertaria. En estos segmentos, participan especialistas que comparten esas corrientes ideológicas, entre ellos miembros del colectivo Coordinadora Republicana. Además, el canal permitió que algunos de sus entrevistados afirmen la existencia de una supuesta interferencia política por parte de sus detractores. En algunas ocasiones, reporteros de Willax han entrevistado a personas con posturas diferentes, como Susel Paredes, a quien interrumpieron y señalaron que «no tenía autoridad moral» para expresar sus opiniones.
Según IDL-Reporteros, Willax apoyaba las investigaciones de los casos de Pedro Castillo llevadas a cabo por el Equipo Especial de Fiscales contra la Corrupción del Poder (Eficcop), una institución creada por Patricia Benavides. Se registraron muestras de entusiasmo por las acciones de Eficcop y de su líder, Marita Barreto, desde su creación hasta finales de 2023, cuando el canal empezó a investigar al equipo y a presentar una mala imagen de todos sus integrantes. En 2024, los vídeos en YouTube que registraban ese entusiasmo por el equipo fueron eliminados.
Posteriormente, según un artículo de Perú 21 titulado «Gabinete W», se ha señalado que periodistas de Willax, como Beto Ortiz y Philip Butters, han utilizado sus contactos cercanos con autoridades para presentar sucesos políticos desde una perspectiva favorable al gobierno de Dina Boluarte y en contra de los detractores de la asumida fiscal de la Nación, Patricia Benavides, como Gustavo Gorriti, una figura reprimida por varios grupos conservadores. Dada la libertad de expresión de los periodistas, se produjeron discusiones verbales entre ellos. El fiscal José Domingo Pérez mencionó que, en su momento, la Fiscalía de la Nación había sido tratada como una «mesa de partes» de Willax, pero que la situación cambió tras el conflicto entre la nueva fiscal de la Nación, Delia Espinoza, y el canal.
El canal también se centró en realizar campañas de desprestigio contra la fiscal Manuela Villar y el magistrado Richard Concepción Carhuancho, quienes investigaron al dueño Erasmo Wong. La República señaló en 2025 que esas campañas eran similares a las que se aplicaron a Marita Barreto.

#### Caso Patricia Benavides
Un caso notable de la postura editorial de Willax, que tuvo un impacto en otros medios, fue el respaldo público a Patricia Benavides, según IDL-Reporteros. Durante una conversación, el entonces asesor de Benavides, Jaime Villanueva, mencionó un presunto plan en su contra por parte de su predecesora, Zoraida Ávalos, así como del canal y el Congreso. También se atribuyó a Marita Barreto, entonces líder del Eficcop, como una de las detractoras de Benavides. Tras la destitución de Benavides y el surgimiento del escándalo de corrupción en la Fiscalía, Barreto denunció que un vehículo relacionado con la prensa de Willax estaba llevando a cabo seguimientos ilegales a sus colaboradores. Mientras tanto, Benavides presentó a un perito contratado para defenderse de las acusaciones en su contra.
La propia Benavides respaldó las acusaciones de su exasesor contra Gustavo Gorriti, que fueron emitidas en el canal de televisión. En ese momento, Keiko Fujimori, lideresa de Fuerza Popular, repitió algunas de estas afirmaciones, alegando que el periodista era supuestamente responsable de influir en las investigaciones penales en su contra.
Posteriormente, Villanueva afirmó que la suspendida fiscal de la Nación había filtrado información a periodistas como Beto Ortiz sobre las investigaciones hacia Barreto.  Sin embargo, Benavides respondió al periodista Beto Ortiz con insultos en un audio filtrado, acusándolo de realizar una campaña en su contra a cambio de supuestos favores personales. La exfiscal admitió más tarde la existencia de ese audio. Philip Butters incluso aconsejó a Benavides que tomara decisiones junto con su «personal de confianza» y añadió que una mala elección de dicho personal terminaría en prisión.
Finalmente, el canal Willax volvió a recibir a Benavides, quien culpó a Villanueva de traición y confirmó su intención de destituir a la actual máxima autoridad del Ministerio Público, Delia Espinoza, para recuperar su puesto.

## Controversias

### Protestas de 2020
El periodista Beto Ortiz, en su programa Beto a saber, realizó ciertos comentarios denigrantes durante las protestas de Perú de noviembre de 2020. Algunos de estos fueron «anoche se celebraba que había un muerto, al final nadie se ha muerto. Están como loquitos para que rápido, pronto, aparezca un cadáver que puedan pasear en hombros y decir que es una dictadura, que hay terrorismo de estado». Como respuesta, las cuentas de Twitter de él y del Willax Televisión fueron hackeadas. Ortiz anunció que también recibió amenazas de posibles funas. El 16 de noviembre, Ortiz nuevamente en su programa opinó acerca de los fallecimientos de Inti Sotelo y Brian Pintado, donde generó polémica por calificarlos como la «carne de cañón de todas las guerras». Debido a esto Willax perdió los auspicios de la marca Universal, Supermercados Peruanos, entre otros.
El programa de televisión Rey con Barba difundió el domingo 15 de noviembre de 2020, unas fotografías de una incautación de armamento casero, el cual lo atribuyeron a los manifestantes que participaban en las protestas de Perú de 2020, pero estas imágenes eran sacadas de evidencias que habían sido incautadas por los Carabineros de Chile. Tras ese hecho, el canal de televisión Willax pidió disculpas por las imágenes falsas que se mostraron en ese programa.

### Vacunación contra la COVID-19
El 9 de febrero de 2021, tras el inicio de la campaña de vacunación contra la COVID-19 en Perú, el programa Beto a saber publicó un reportaje que afirmaba que se podía viajar a Chile para recibir la vacuna, en lo que denominó como «turismo médico». El noticiero chileno Meganoticias difundió dicho reportaje, que fue calificado por el diputado Javier Macaya como una «campaña de desinformación». El entonces canciller chileno Andrés Allamand declaró que «no van a tener derecho a vacunarse en Chile los extranjeros que estén en el país con una visa de turista».
El 10 de febrero de 2021, el periodista Carlos Paredes reveló que el expresidente Martín Vizcarra y su esposa, Maribel Díaz, habían recibido la vacuna de Sinopharm contra la COVID-19 en octubre de 2020. Investigaciones periodísticas posteriores revelaron que las ministras de Salud (Pilar Mazzetti) y Relaciones Exteriores (Elizabeth Astete) también habían sido vacunadas de manera irregular. El escándalo fue denominado «Vacunagate» e involucró a varios funcionarios del Poder Ejecutivo, personas relacionadas con ellos y personal a cargo del ensayo clínico.
El 5 de marzo de 2021, el programa Beto a saber de Beto Ortiz difundió un informe del ensayo clínico en la Universidad Peruana Cayetano Heredia de la vacuna de Sinopharm contra la COVID-19; Ernesto Bustamante afirmó que la efectividad de la vacuna fue de 33,3% (cepa de Wuhan) y 11,5% (cepa de Hong Kong). La encargada del ensayo clínico Coralith García reconoció la veracidad del informe, pero señaló que se trataba de «un reporte preliminar de los resultados del proyecto» y que los resultados finales se conocerían después de 8 semanas. El Colegio Médico del Perú difundió en un comunicado que rechazaba «toda información parcial o incompleta», incluyendo «la confusión respecto a los análisis de eficacia y efectividad». En un comunicado divulgado por la embajada de China en el Perú, Sinopharm calificó que el reportaje «carece severamente de veracidad y es irresponsable» y difundió «datos no verificados, no científicos, imprecisos e incompletos».

### Promoción de teorías de conspiración
A partir de 2020, Willax ha sido objeto de escrutinio de la prensa por su mayor atención a la programación de opinión. Se han hecho comparaciones con Fox News, el canal de noticias estadounidense de Rupert Murdoch, y se ha acusado a la programación de opinión del canal de promover la desinformación y la conspiranoia.
Según Fernando Tuesta, Willax jugó un papel crucial en la difusión de la narrativa de que las elecciones en Perú habían sido fraudulentas, en las que Keiko Fujimori estuvo presente. La cadena dio amplio espacio a quienes exigían desde la anulación de mesas hasta una auditoría de la OEA, promoviendo así esta teoría sin la más mínima evidencia. Para julio de 2024, el canal fichó a dos abogados que respaldaron un supuesto «fraude» en las elecciones de 2021 para anticipar que ocurriría lo mismo en 2026.
En 2022, Iván Escudero, quien había trabajado para el dominical Contracorriente, denunció en dos ocasiones que algunos de sus familiares habían sido secuestrados por su labor como reportero. Estas acusaciones, sin embargo, se cuestionaron en 2024, cuando Escudero denunció otro intento de secuestro cuando fue contratado para Panamericana Televisión. Ante las contradicciones en el secuestro reveladas por el propio Willax y la falta de evidencias, Escudero decidió abandonar los dominicales.

### Denuncia de difamación por terruqueo
El 9 de febrero de 2022, Beto Ortiz, dentro de su propio programa Beto a saber, emitió un reportaje donde se le retrata a Raida Cóndor, activista de derechos humanos y madre de una de las víctimas de la masacre en La Cantuta llevada a cabo por el Grupo Colina, como la militante de Sendero Luminoso Iris Yolanda Quiñonez Colchado, alias camarada ‘Bertha’. Esta acción sucede tras tratar de vincular a la actual Ministra de la Mujer, Diana Miloslavich con Sendero Luminoso.
En mayo de 2022, la periodista de dicha emisora, Milagros Leiva indicaría en uno de sus programas televisivos que la exministra Anahí Durand tenía vínculos con el terrorismo; no obstante, al no poderse demostrar de manera fehaciente lo vertido en dichas declaraciones, en enero de 2023 la periodista sería condenada por difamación en primera instancia a un año de normas de conducta y al pago de 20 mil soles, siendo tercero responsable la emisora Willax.
Las opiniones de sus conductores fueron tema de discusión de la revista Cosas, en que describió su supuesto impacto a la población milénica.

### Ataques sin pruebas a periodistas independientes

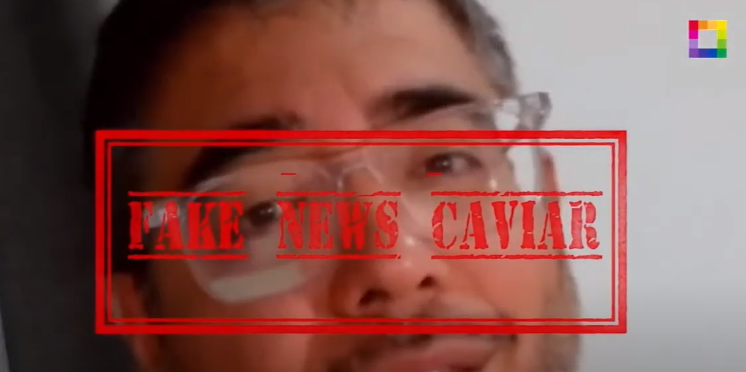
En algunos programas de Willax se usó distintivos hacia los periodistas, como fue el caso del sello «fake news caviar» en el dominical Contracorriente contra Marco Sifuentes de La Encerrona.

Durante su emisión, el canal empleó lenguaje despectivo y difamatorio hacia destacados representantes del periodismo independiente sin aportar pruebas que respaldaran sus acusaciones. Entre los mencionados figuran Marco Sifuentes, erróneamente acusado de recibir beneficios clandestinos de la Oficina Nacional de Procesos Electorales; Paola Ugaz, imputada falsamente de asesorar a Pedro Castillo; Rosa María Palacios, vinculada subjetivamente con la «izquierda caviar»; y el portal Wayka, etiquetado como «la voz de Sendero».
Según informó el medio La República, desde 2023 se habría llevado a cabo una campaña de desprestigio contra el periodista Gustavo Gorriti en la que el abogado Luis Pacheco Mandujano habría participado, acusándolo directamente y afirmando que tenía los medios probatorios para poder sustentarlo y afirmarlo, y todo ello en señal abierta. Al año siguiente, el Poder Judicial aceptó la demanda por difamación agravada contra Mandujano por vincular a Gorriti y al Instituto de Defensa Legal con actividades criminales.
En julio de 2024, el periodista César Hildebrandt denunció que el ministro del Interior, Juan Santiváñez, le insultó durante una entrevista en los estudios de Willax. Este ministro amenazó judicialmente a Hildebrandt tras revelarse en un informe sus presuntos vínculos con el narcotráfico.

## Locutores
- Enrique García (2010-2016)
- Francis Vera (2017-2018)
- Guerci Fernández Contreras (2018-2021)
- Luis Enrique Outten (2022-presente)